# Paracobanocythere
Paracobanocythere is een geslacht van kreeftachtigen uit de klasse van de Ostracoda (mosselkreeftjes).

## Soorten
- Paracobanocythere grandis Higashi & Tsukagoshi, 2011
- Paracobanocythere hawaiiensis Gottwald, 1983
- Paracobanocythere konensis Hartmann, 1991
- Paracobanocythere vietnamensis Tanaka & Le in Tanaka, Le, Higashi & Tsukagoshi, 2016
- Paracobanocythere watanabei Higashi & Tsukagoshi, 2011